# Lyfe Jennings
Lyfe Jennings (geboren als Chester Jennings; Toledo, 3 juni 1978) is een Amerikaanse singer-songwriter, producer en muzikant. Hij is actief in de R&B en soul.

## Biografie
Jennings begon met zingen op een jonge leeftijd in een kerkkoor. Later deed hij samen met twee van zijn neven en zijn oudere broer mee met een groep genaamd The Dotsons. De groep ging uit elkaar in de begin jaren 90. Jennings ontdekte muziek opnieuw en begon een muziekprogramma in een gevangenis in Ohio. Hij zat vast van zijn 15de tot zijn 25ste levensjaar. Jennings kwam vrij in december 2002 en begon meteen aan een solocarrière in de muziek.
In januari 2003 trad hij op in Showtime In Harlem in The Apollo. Dat jaar had hij ook zelf "What is Love" uitgebracht. Om zijn carrière uit te breiden verhuisde hij naar New York, waar hij ging optreden in Nelly's concert op Radio City Music Hall. Hij had een contract met Columbia Records en zijn debuutalbum Lyfe 268-192 kwam uit (268-192 was zijn gevangenis nummer in augustus 2004).
Zijn eerste single was "Stick Up Kid", dat was nog niet zo'n succes tot zijn album uitkwam. Zijn tweede album The Phoenix werd in augustus 2006 gelanceerd. Zijn eerste single "S.E.X" inspireert jongeren om het niet te doen. Jennings heeft vele complimenten gekregen voor zijn inspiratie en goede moralen.

## Discografie
Dit zijn de singles waarop Lyfe Jennings een bijdrage heeft gehad:

### Singles
"Freeze" (LL Cool J featuring Lyfe Jennings)
"Ghetto Mindstate (Lil Flip featuring Lyfe Jennings)

### Andere optredens
"Cold Outside" van het album The Rest Is History van Jin
"Freeze" van het album Todd Smith van LL Cool J
"My Love" van het album Ciara: The Evolution van Ciara
"Tell, Tell, Tell (Stop Snitchin')" van het album Crook by Da Book: The Fed Story van Project Pat
"It's My Time" van het album Port of Miami van Rick Ross
"Stop" van het album Buck the World van Young Buck
"Ghetto Mindstate" van het album I Need Mine van Lil' Flip
- Gemeinsame Normdatei: 135455650
- International Standard Name Identifier: 0000 0000 5556 8956
- Library of Congress Control Number: no2005074855
- MusicBrainz: 7a638e6c-50f4-48fd-ad04-f245ff20b0d5
- Virtual International Authority File: 34192579
- WorldCat: E39PBJvRTR83dvCJDyH7HKWJjC